# Jim Hagemann Snabe

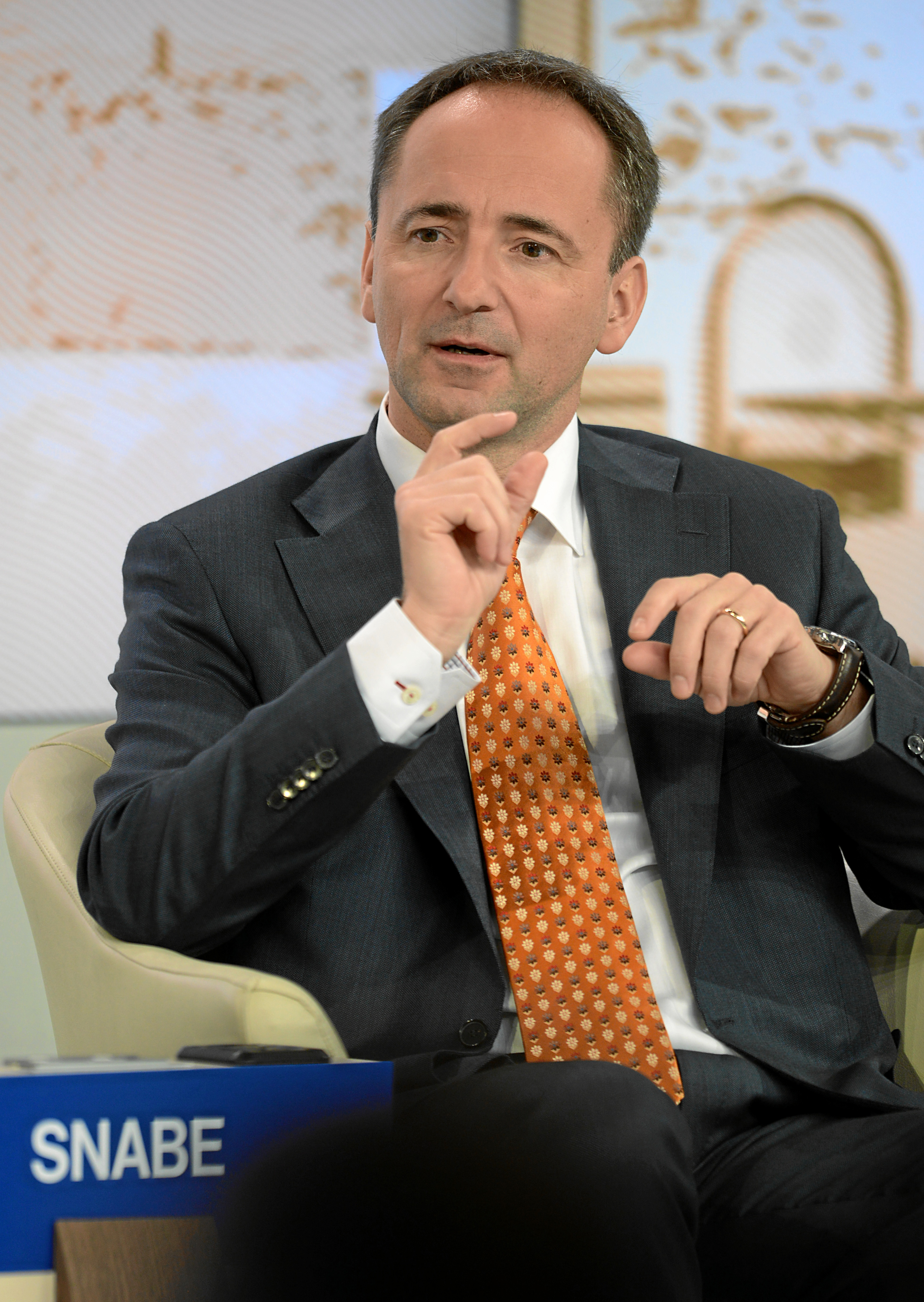
Snabe während des WEFs 2013

Jim Hagemann Snabe (* 27. Oktober 1965 in Egedal) ist ein dänischer Manager und Vorsitzender des Aufsichtsrats der Siemens AG und der Northvolt AB. Er war gemeinsam mit Bill McDermott Vorstandssprecher der SAP AG, bevor er in den Aufsichtsrat desselben Unternehmens wechselte. Snabe ist zudem Mitglied des Stiftungsrates des Weltwirtschaftsforums.

## Leben
1967 zogen seine Eltern mit dem 2-jährigen Snabe für sieben Jahre in die grönländische Hauptstadt Nuuk, wo sein Vater als Hubschrauberpilot arbeitete. Von 1984 bis 1990 studierte er Operations Research an der Aarhus School of Business. Snabe lebt derzeit mit seiner Frau und seinen beiden Kindern in Kopenhagen.

## Karriere
1990 begann Snabe seine Karriere bei der SAP AG, wo er in der Beratung, im Vertrieb und der Entwicklungsabteilung in verschiedenen Führungspositionen tätig war. 1994 wechselte er zu IBM Dänemark, kehrte jedoch bereits nach zwei Jahren zur SAP zurück.

### SAP
Nachdem er für drei Jahre als Managing Director der schwedischen SAP-Tochter tätig gewesen war, wurde er zum Geschäftsführer der Region SAP Nordic ernannt. Kurz darauf wechselte er zum Management der SAP EMEA-Region. Ab Juli 2008 war er im Vorstand der SAP tätig. Nach dem Weggang von Léo Apotheker übernahmen Snabe und sein Vorstandskollege McDermott am 8. Februar 2010 gemeinsam die Funktion des Vorstandssprechers der SAP AG.
Am 21. Juli 2013 wurde bekannt, dass er den Posten des Co-CEOs 2014 aufgeben und dann für den SAP-Aufsichtsrat kandidieren wird. Auf der SAP-Hauptversammlung am 21. Mai 2014 wurde er in den Aufsichtsrat gewählt.

### Weitere Positionen
Im April 2016 trat Snabe dem Aufsichtsrat von A.P. Møller-Mærsk bei, dessen Vorsitz er im März 2017 übernahm.
Am 1. Februar 2017 wurde bekannt, dass er als neuer Vorsitzender des Siemens-Aufsichtsrates vorgeschlagen wird. Im Februar 2018 löste Snabe Gerhard Cromme als Vorsitzender des Aufsichtsrats der Siemens AG ab.
Snabe is derzeit außerdem Mitglied im Aufsichtsrat der Allianz SE und im Stiftungsrat des World Economic Forums.
Im Jahr 2017 schrieb Snabe zusammen mit Mikael Trolle das Buch „Dreams and Details: Reinvent Your Business and Your Leadership from a Position of Strength“. Ausgehend von ihrer Führungserfahrung haben Snabe und Trolle ein neues Führungsmodell entwickelt, das mit dem Ziel von wirtschaftlichem Erfolg in der modernen Welt Inspiration, Ambition und Innovation, sowie die Befähigung der Mitarbeiter vereint. Das Modell baut auf Snabes Überzeugung auf, dass Unternehmen sich neu erfinden müssen, um Gewinne mit Verantwortung und Nachhaltigkeit zu verbinden. Im November 2018 gründeten Snabe und Trolle die Dreams and Details Academy mit dem Ziel, die Unternehmensführung und Entwicklung von Potential durch das Angebot von Unternehmensberatung und Bildungsdiensten neuzugestalten.

## Werke
- Jim Hagemann Snabe u. a.: Business process management – The SAP Roadmap. Galileo Press, Bonn u. a. 2009, ISBN 978-1-59229-231-8.
- Jim Hagemann Snabe, Mikael Trolle: Dreams and details: Reinvent your business and your leadership from a position of strength. Spintype, Valby 2019, ISBN 978-87-7192-053-6
- Thinggaard, Lars and Snabe, Jim Hagemann (2020). Tech for Life: Putting trust back in technology. Spintype. ISBN 978-87-7192-065-9